# Semnonenhain

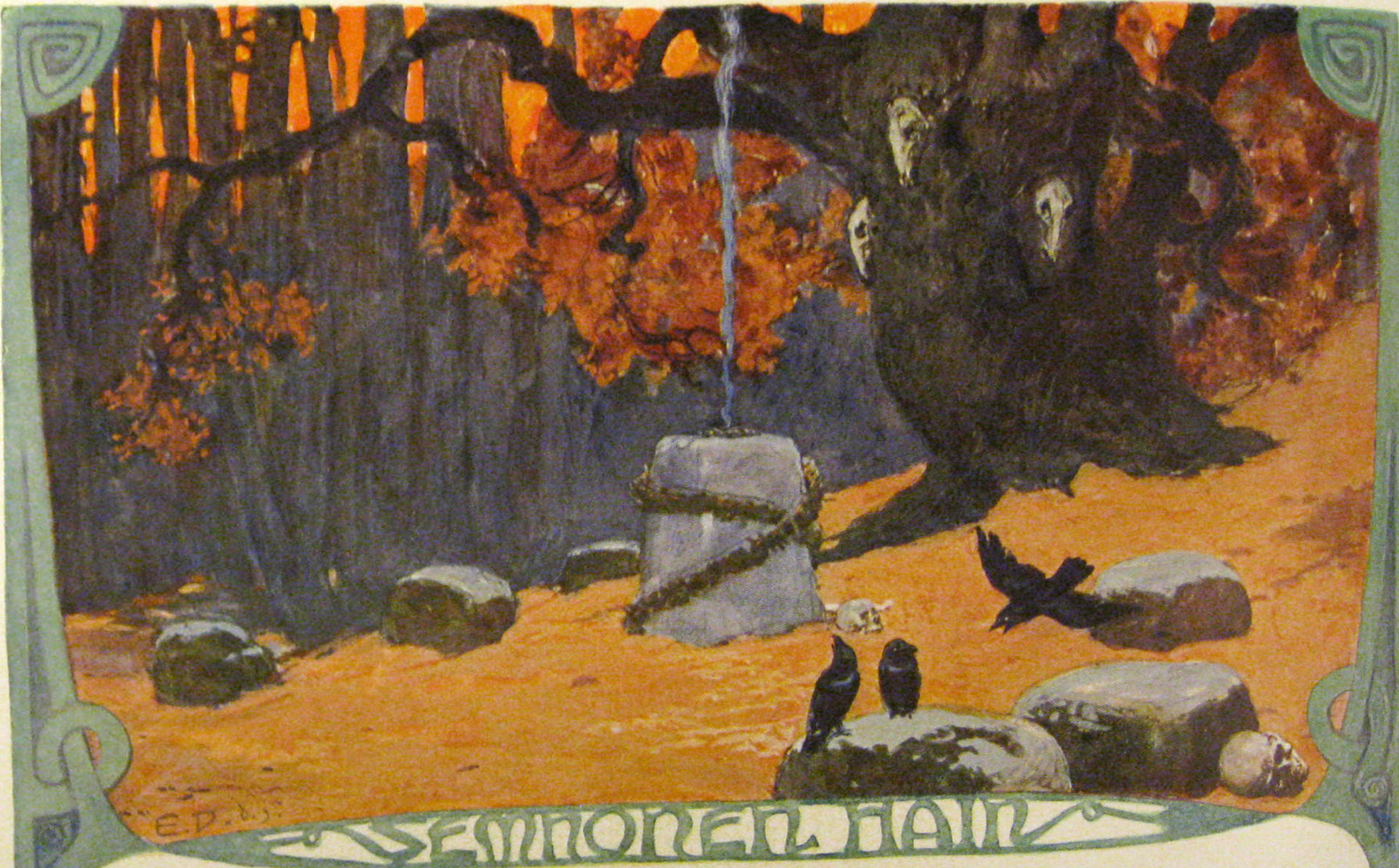
Semnonenhain nach Emil Doepler 1905

Der Semnonenhain ist die Kultstätte der Semnonen, die in Tacitus’ Germania um etwa 100 n. Chr. beschrieben wird. Es handelt sich um eine besondere Form eines heiligen Hains, die auch als Fesselhain oder Fesselwald bezeichnet wird. Tacitus zufolge fand in dem Hain ein Menschenopfer statt. Die Opferung soll ein verbindendes Element der suebischen Stämme gewesen sein. Auch in der Lieder-Edda wird im Zweiten Lied von Helgi dem Hundingstöter ein Fesselhain (Fjöturlund) erwähnt. Zwischen beiden Hainen liegt offenkundig eine Analogie vor, die der Altgermanist Otto Höfler zu beweisen versuchte. Höfler zufolge war das Opfer kein Niedriggestellter, sondern ein Auserwählter, der sein Geschick freiwillig auf sich nahm.

## Lokalisierung
Ein konkreter Ort konnte bisher nicht ausfindig gemacht werden. Es gibt eine Reihe von Theorien. Zusammenfassend werden folgende Kriterien herangezogen, um den Hain zu lokalisieren:
1. Er muss im Siedlungsgebiet der Semnonen, also zwischen Oder und Elbe, liegen. Es sollte eine möglichst dichte Besiedlung in der Nähe nachgewiesen sein.
2. Der Hain sollte in einer exponierten Lage liegen, zum Beispiel an einer Handelsroute, auf einem Berg oder bei einem bedeutenden Stein.

Der Brandenburghistoriker Johannes Schultze verortete den Hain in Zootzen, einem Ortsteil von Friesack, wo eine alte Geschichte überliefert ist, die an den Fesselhain erinnert.
Der Rathenower Stadtarchivar Rudolf Guthjahr (1904–1988) siedelte den Semnonenhain zwischen Nauen und Velten im Krämer Forst an.
Zudem gab es Vorschläge, den Hain im Blumenthal bei Prötzel oder in den Rauener Bergen zu suchen. Für die Rauener Berge sprächen, neben der hügeligen Landschaft, die großen Markgrafensteine und der anliegende Scharmützelsee.
Eberhard Bohm verwirft diese Orte, da sie außerhalb des semnonischen Siedlungsgebietes lägen, und plädiert stattdessen für das dicht besiedelte Havelland. Neuere Forschungen weisen aber darauf hin, dass es im östlichen „Brandenburg“ eine dichtere Besiedlung gegeben haben könnte als bisher angenommen. So konnten mit Susudata (Fürstenwalde) und Colancorum (bei Kostrzyn) zwei Handelsstädte im östlichen Brandenburg nachgewiesen werden.